# Angelus Apatrida
Angelus Apatrida (span. für Heimatloser Engel) ist eine Thrash-Metal-Band aus der spanischen Stadt Albacete. Die Band wurde im Jahre 2000 gegründet und steht derzeit bei Century Media Records unter Vertrag. Die Diskografie der Band umfasst sieben Studioalben.

## Geschichte

### Frühe Jahre
Angelus Apatrida starteten ursprünglich als Heavy- bzw. Power-Metal-Band. Bereits ein Jahr nach Gründung der Band wurde mit Lost in the Realms of Orchinodaemon ein erstes Demo veröffentlicht. Nach der Veröffentlichung stiegen Sänger Alberto Gayoso und Schlagzeuger Alberto Izquierdo aus. Sie wurden durch Guillermo Izquierdo bzw. Víctor Valera ersetzt. Im Jahre 2003 veröffentlichte die Band mit Unknown Human Being eine EP, mit der ein Stilwandel hin zum Thrash Metal vollzogen wurde. Angelus Apatrida nahm an einem Bandwettbewerb teil, den sie gewinnen konnte. Als Preis wurde die Gruppe von Red Dragon Records für drei Alben unter Vertrag genommen.

### Evil UnleashedundGive ’Em War(2004 bis 2009)
Im Sommer 2004 nahm die Band in Madrid ihr Debütalbum Evil Unleashed auf. Wegen Probleme mit ihrer Plattenfirma wurde das Album jedoch nicht veröffentlicht. Erst zwei Jahre später nahm die Band das Album noch einmal neu auf und veröffentlichte es in Eigenregie. Angelus Apatrida spielten zahlreiche Konzerte in Spanien und traten auf diversen Festivals mit Bands wie Sepultura und Destruction auf.
2007 wurde das zweite Album Give ’em War veröffentlicht. Wie schon beim Vorgänger erschien das Album in Eigenregie. Durch gute Verkaufszahlen konnte die Band erstmals im benachbarten Ausland spielen. Ferner unterzeichnete die Band einen Vertrag mit dem deutschen Musiklabel Century Media Records. 2009 tourten Angelus Apatrida im Vorprogramm von Arch Enemy durch Spanien und Portugal.

### ClockworkundThe Call(seit 2010)

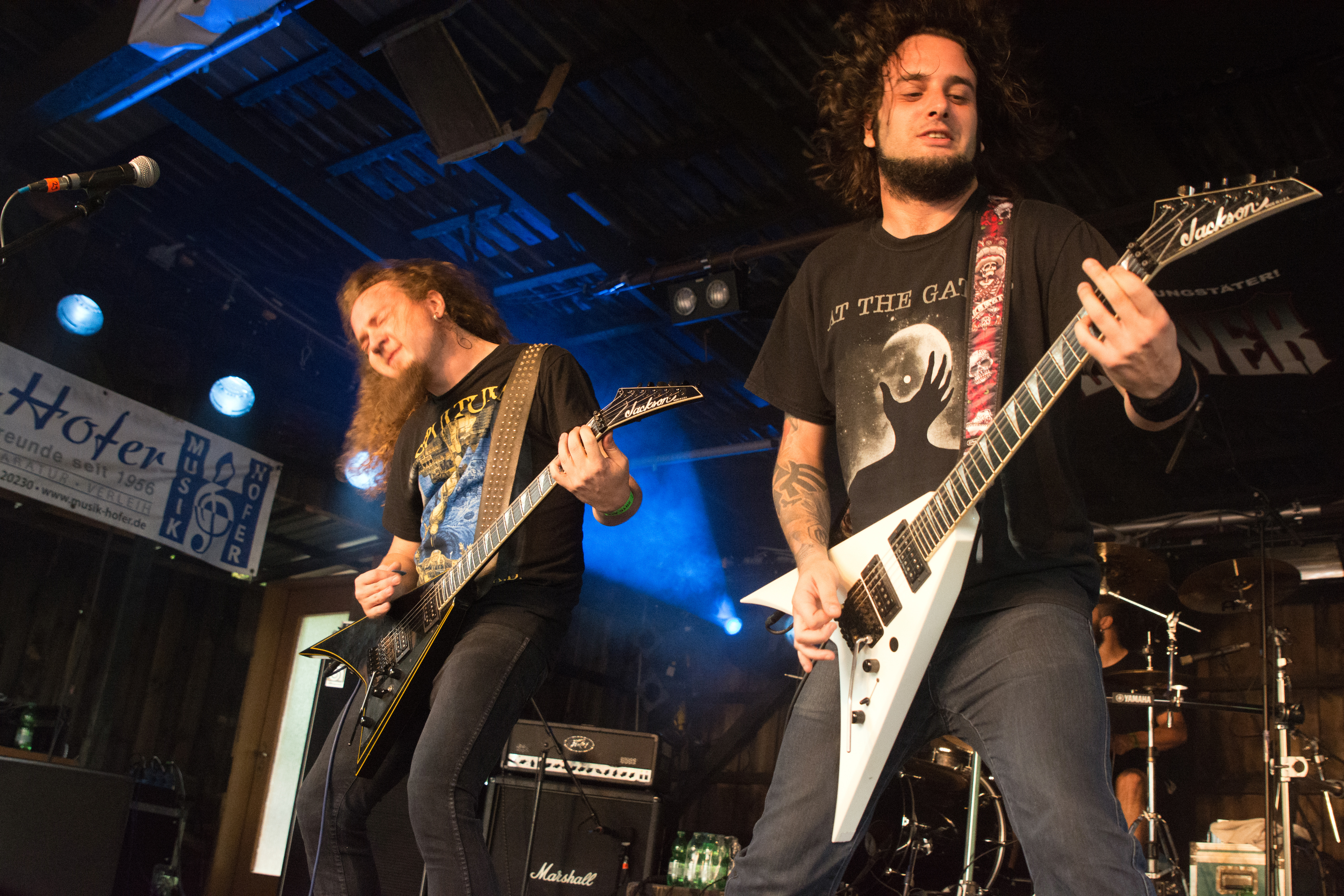
Angelus Apatrida, 2016

Im Januar 2010 nahm die Band mit dem Produzenten Daniel Cardoso ihr drittes Studioalbum Clockwork auf, welches im Juni 2010 weltweit veröffentlicht wurde. Im Herbst 2010 absolvierte die Band eine Europatournee als Vorgruppe von Skeletonwitch und Warbringer. Zwei Jahre später folgte das vierte Studioalbum The Call, welches gar Platz 14 der spanischen Albumcharts erreichte. Die Band ging mit 3 Inches of Blood auf Europatournee, für die beide Bands eine Split-7’’ veröffentlichten.

## Stil
Angelus Apatrida spielt Thrash Metal, der stark von der Szene in der San Francisco Bay Area und Europa beeinflusst ist. Weitere Einflüsse bezieht die Band von der New Wave of British Heavy Metal, Hardcore und Death Metal. Zu den Vorbildern zählt die Band Gruppen wie Iron Maiden, Megadeth, Pantera und Testament auf. In seinen Texten verarbeitet Sänger Guillermo Izquierdo soziale Probleme und Missstände, aber auch Erlebnisse des täglichen Lebens. Dabei arbeitet er viel mit Metaphern.

## Diskografie

### Alben
| Jahr | Titel Musiklabel                       | Höchstplatzierung, Gesamtwochen, AuszeichnungChartplatzierungen (Jahr, Titel, Musiklabel, Platzierungen, Wochen, Auszeichnungen, Anmerkungen) | Höchstplatzierung, Gesamtwochen, AuszeichnungChartplatzierungen (Jahr, Titel, Musiklabel, Platzierungen, Wochen, Auszeichnungen, Anmerkungen) | Höchstplatzierung, Gesamtwochen, AuszeichnungChartplatzierungen (Jahr, Titel, Musiklabel, Platzierungen, Wochen, Auszeichnungen, Anmerkungen) | Anmerkungen                              |
| Jahr | Titel Musiklabel                       | ES | DE | CH | Anmerkungen                              |
| ---- | -------------------------------------- | --- | --- | --- | ---------------------------------------- |
| 2006 | Evil Unleashed Maldito Records         | — | — | — | Erstveröffentlichung: 13. März 2006      |
| 2007 | Give ’Em War Molusco Discos            | — | — | — | Erstveröffentlichung: 28. September 2007 |
| 2010 | Clockwork Century Media                | ES44 (3 Wo.)ES | — | — | Erstveröffentlichung: 21. Juni 2010      |
| 2012 | The Call Century Media                 | ES14 (3 Wo.)ES | — | — | Erstveröffentlichung: 24. April 2012     |
| 2015 | Hidden Evolution Century Media         | ES2 (5 Wo.)ES | — | — | Erstveröffentlichung: 19. Januar 2015    |
| 2018 | Cabaret de la Guillotine Century Media | ES4 (6 Wo.)ES | — | — | Erstveröffentlichung: 4. Mai 2018        |
| 2021 | Angelus Apatrida Century Media         | ES1 (5 Wo.)ES | DE49 (1 Wo.)DE | CH41 (1 Wo.)CH | Erstveröffentlichung: 5. Februar 2021    |
| 2023 | Aftermath Century Media                | ES4 (2 Wo.)ES | — | CH48 (1 Wo.)CH | Erstveröffentlichung: 20. Oktober 2023   |

### Sonstige Veröffentlichungen
- 2001: Lost in the Realms of Orchinodaemon (Demo)
- 2003: Unknown Human Being (EP)
- 2012: Split-7’’ mit 3 Inches of Blood